# Croacia en la Copa Mundial de Fútbol de 2022
La selección de Croacia fue uno de los treinta y dos equipos participantes en la Copa Mundial de Fútbol de 2022, torneo que se llevó a cabo del 20 de noviembre al 18 de diciembre en Catar.
Fue la sexta participación de Croacia, formó parte del Grupo F, junto a Bélgica, Marruecos y Canadá. En la fase final derrotó a Japón en los octavos de final, a Brasil en cuartos de final, en ambas fases a través de los tiros desde el punto penal; en las semifinales cayó ante Argentina, y en el partido por el tercer puesto derrotó a Marruecos, logrando así finalizar en el tercer lugar del torneo. 

## Clasificación
La selección de Croacia inició su camino al mundial desde la primera ronda de la clasificación europea. Debido a la pandemia de covid-19 en 2020 no se disputó ningún partido, comenzó en marzo de 2021 con los encuentros correspondientes a la fase de grupos. Al terminar en el primer lugar del Grupo H clasificó de manera directa a la Copa Mundial.

### Tabla de posiciones
| Selección  | Pts. | PJ | PG | PE | PP | GF | GC | Dif |
| ---------- | ---- | -- | -- | -- | -- | -- | -- | --- |
| Croacia    | 23   | 10 | 7  | 2  | 1  | 21 | 4  | 17  |
| Rusia      | 22   | 10 | 7  | 1  | 2  | 19 | 6  | 13  |
| Eslovaquia | 14   | 10 | 3  | 5  | 2  | 17 | 10 | 7   |
| Eslovenia  | 14   | 10 | 4  | 2  | 4  | 13 | 12 | 1   |
| Malta      | 5    | 10 | 1  | 2  | 7  | 9  | 30 | –21 |
| Chipre     | 5    | 10 | 1  | 2  | 7  | 4  | 21 | –17 |

|  | Clasificado a la Copa Mundial. |
|  | Clasificado a los play-offs.   |

### Partidos
| Fecha                   | Lugar      | Jornada                  | Local      | Resultado | Visitante  |
| ----------------------- | ---------- | ------------------------ | ---------- | --------- | ---------- |
| 24 de marzo de 2021     | Liubliana  | Primera ronda - Fecha 1  | Eslovenia  | 1:0 (1:0) | Croacia    |
| 27 de marzo de 2021     | Rijeka     | Primera ronda - Fecha 2  | Croacia    | 1:0 (1:0) | Chipre     |
| 30 de marzo de 2021     | Rijeka     | Primera ronda - Fecha 3  | Croacia    | 3:0 (0:0) | Malta      |
| 1 de septiembre de 2021 | Moscú      | Primera ronda - Fecha 4  | Rusia      | 0:0       | Croacia    |
| 4 de septiembre de 2021 | Bratislava | Primera ronda - Fecha 5  | Eslovaquia | 0:1 (0:0) | Croacia    |
| 7 de septiembre de 2021 | Split      | Primera ronda - Fecha 6  | Croacia    | 3:0 (1:0) | Eslovenia  |
| 8 de octubre de 2021    | Lárnaca    | Primera ronda - Fecha 7  | Chipre     | 0:3 (0:1) | Croacia    |
| 11 de octubre de 2021   | Osijek     | Primera ronda - Fecha 8  | Croacia    | 2:2 (1:2) | Eslovaquia |
| 11 de noviembre de 2021 | Ta' Qali   | Primera ronda - Fecha 9  | Malta      | 1:7 (1:4) | Croacia    |
| 14 de noviembre de 2021 | Split      | Primera ronda - Fecha 10 | Croacia    | 1:0 (0:0) | Rusia      |

## Preparación

### Amistosos previos
| 26 de marzo de 2022 | Croacia        | 1:1 (1:0) | Eslovenia     | Estadio Ciudad de la Educación, Rayán                     |                                                           |
| 17:00 (UTC+3)       | - Kramarić 39' | Reporte   | - Bijol 90+1' | Asistencia: 3000 espectadores Árbitro(s): Abdullah Jamali | Asistencia: 3000 espectadores Árbitro(s): Abdullah Jamali |

| 29 de marzo de 2022 | Croacia                           | 2:1 (0:0) | Bulgaria       | Estadio Ciudad de la Educación, Rayán                     |                                                           |
| 17:00 (UTC+3)       | - Modrić 76' (pen) - Kramarić 80' | Reporte   | - Despodov 70' | Asistencia: 1000 espectadores Árbitro(s): Khamis Al-Marri | Asistencia: 1000 espectadores Árbitro(s): Khamis Al-Marri |

| 16 de noviembre de 2022 | Arabia Saudita | 0:1 (0:0) | Croacia      | Estadio Príncipe Faisal bin Fahd, Riad |                            |
| 15:00 (UTC+3)           |                | Reporte   | Kramarić 82' | Árbitro(s): Adham Mohammad             | Árbitro(s): Adham Mohammad |

### Partidos oficiales
| 3 de junio de 2022 | Croacia | 0:3 (0:1) | Austria                                           | Stadion Gradski vrt, Osijek                                                 |                                                                             |
| 20:45 (UTC+2)      |         | Reporte   | - Arnautović 41' - Gregoritsch 54' - Sabitzer 57' | Asistencia: 13 994 espectadores Árbitro(s): Chris Kavanagh VAR: David Coote | Asistencia: 13 994 espectadores Árbitro(s): Chris Kavanagh VAR: David Coote |

| 6 de junio de 2022 | Croacia               | 1:1 (0:0) | Francia      | Estadio Poljud, Split                                                       |                                                                             |
| 20:45 (UTC+2)      | - Kramarić 83' (pen.) | Reporte   | - Rabiot 52' | Asistencia: 30 000 espectadores Árbitro(s): Marco Guida VAR: Marco Di Bello | Asistencia: 30 000 espectadores Árbitro(s): Marco Guida VAR: Marco Di Bello |

| 10 de junio de 2022 | Dinamarca | 0:1 (0:0) | Croacia       | Parken Stadion, Copenhague                                                           |                                                                                      |
| 20:45 (UTC+2)       |           | Reporte   | - Pašalić 69' | Asistencia: 35 862 espectadores Árbitro(s): Bartosz Frankowski VAR: Paweł Raczkowski | Asistencia: 35 862 espectadores Árbitro(s): Bartosz Frankowski VAR: Paweł Raczkowski |

| 13 de junio de 2022 | Francia | 0:1 (0:1) | Croacia            | Estadio de Francia, Saint-Denis                                            |                                                                            |
| 20:45 (UTC+2)       |         | Reporte   | - Modrić 5' (pen.) | Asistencia: 77 410 espectadores Árbitro(s): Orel Grinfeld VAR: Marco Fritz | Asistencia: 77 410 espectadores Árbitro(s): Orel Grinfeld VAR: Marco Fritz |

| 22 de septiembre de 2022 | Croacia                | 2:1 (0:0) | Dinamarca   | Estadio Maksimir, Zagreb                                                     |                                                                              |
| 20:45 (UTC+2)            | - Sosa 49' - Majer 79' | Reporte   | Eriksen 77' | Asistencia: 22 715 espectadores Árbitro(s): Davide Massa VAR: Marco Di Bello | Asistencia: 22 715 espectadores Árbitro(s): Davide Massa VAR: Marco Di Bello |

| 25 de septiembre de 2022 | Austria        | 1:3 (1:1) | Croacia                               | Estadio Ernst Happel, Viena                                                      |                                                                                  |
| 20:45 (UTC+2)            | Baumgartner 9' | Reporte   | - Modrić 6' - Livaja 69' - Lovren 72' | Asistencia: 45 700 espectadores Árbitro(s): Artur Soares Dias VAR: Tiago Martins | Asistencia: 45 700 espectadores Árbitro(s): Artur Soares Dias VAR: Tiago Martins |

## Plantel

### Lista de convocados
Entrenador:  Zlatko Dalić
La lista final fue anunciada el 9 de noviembre de 2022.
| No. | Pos. | Jugador           | Fecha de nacimiento (edad)         | Apa. | Goles | Club                     |
| --- | ---- | ----------------- | ---------------------------------- | ---- | ----- | ------------------------ |
| 1   | POR  | Dominik Livaković | 9 de enero de 1995 (27 años)       | 34   | 0     | G. N. K. Dinamo Zagreb   |
| 2   | DEF  | Josip Stanišić    | 2 de abril de 2000 (22 años)       | 7    | 0     | F. C. Bayern Múnich      |
| 3   | DEF  | Borna Barišić     | 10 de noviembre de 1992 (30 años)  | 28   | 1     | Rangers F. C.            |
| 4   | DEL  | Ivan Perišić      | 2 de febrero de 1989 (33 años)     | 116  | 32    | Tottenham Hotspur F. C.  |
| 5   | DEF  | Martin Erlić      | 24 de enero de 1998 (24 años)      | 4    | 0     | U. S. Sassuolo Calcio    |
| 6   | DEF  | Dejan Lovren      | 5 de julio de 1989 (33 años)       | 72   | 5     | Zenit de San Petersburgo |
| 7   | MED  | Lovro Majer       | 17 de enero de 1998 (24 años)      | 11   | 3     | Stade Rennes F. C.       |
| 8   | MED  | Mateo Kovačić     | 6 de mayo de 1994 (28 años)        | 84   | 3     | Chelsea F. C.            |
| 9   | DEL  | Andrej Kramarić   | 19 de junio de 1991 (31 años)      | 74   | 20    | T. S. G. 1899 Hoffenheim |
| 10  | MED  | Luka Modrić       | 9 de septiembre de 1985 (37 años)  | 155  | 23    | Real Madrid C. F.        |
| 11  | MED  | Marcelo Brozović  | 16 de noviembre de 1992 (30 años)  | 77   | 7     | Inter de Milán           |
| 12  | POR  | Ivo Grbić         | 10 de enero de 1996 (26 años)      | 2    | 0     | Club Atlético de Madrid  |
| 13  | MED  | Nikola Vlašić     | 4 de octubre de 1997 (25 años)     | 42   | 7     | Torino F. C.             |
| 14  | DEL  | Marko Livaja      | 26 de agosto de 1993 (29 años)     | 14   | 3     | H. N. K. Hajduk Split    |
| 15  | MED  | Mario Pašalić     | 9 de febrero de 1995 (27 años)     | 43   | 7     | Atalanta B. C.           |
| 16  | DEL  | Bruno Petković    | 16 de septiembre de 1994 (28 años) | 23   | 6     | G. N. K. Dinamo Zagreb   |
| 17  | DEL  | Ante Budimir      | 22 de julio de 1991 (31 años)      | 15   | 1     | C. A. Osasuna            |
| 18  | DEL  | Mislav Oršić      | 29 de diciembre de 1992 (29 años)  | 21   | 1     | G. N. K. Dinamo Zagreb   |
| 19  | DEF  | Borna Sosa        | 21 de enero de 1998 (24 años)      | 8    | 1     | V. f. B. Stuttgart       |
| 20  | DEF  | Joško Gvardiol    | 23 de enero de 2002 (20 años)      | 12   | 1     | R. B. Leipzig            |
| 21  | DEF  | Domagoj Vida      | 29 de abril de 1989 (33 años)      | 100  | 4     | A. E. K.                 |
| 22  | DEF  | Josip Juranović   | 16 de agosto de 1995 (27 años)     | 21   | 0     | Celtic F. C.             |
| 23  | POR  | Ivica Ivušić      | 1 de febrero de 1995 (27 años)     | 5    | 0     | N. K. Osijek             |
| 24  | DEF  | Josip Šutalo      | 28 de febrero de 2000 (22 años)    | 3    | 0     | G. N. K. Dinamo Zagreb   |
| 25  | MED  | Luka Sučić        | 8 de septiembre de 2002 (20 años)  | 4    | 0     | Red Bull Salzburgo       |
| 26  | MED  | Kristijan Jakić   | 14 de mayo de 1997 (25 años)       | 4    | 0     | Eintracht Fráncfort      |

## Participación
- Los horarios son correspondientes a la hora local de Catar (UTC+3).

### Partidos
| Fecha           | Lugar     | Instancia                    | Local     |                      | Resultado               |                      | Visitante |
| --------------- | --------- | ---------------------------- | --------- | -------------------- | ----------------------- | -------------------- | --------- |
| 23 de noviembre | Jor       | Fase de grupos               | Marruecos | Bandera de Marruecos | 0:0                     | Bandera de Croacia   | Croacia   |
| 27 de noviembre | Rayán     | Fase de grupos               | Croacia   | Bandera de Croacia   | 4:1 (2:1)               | Bandera de Canadá    | Canadá    |
| 1 de diciembre  | Rayán     | Fase de grupos               | Croacia   | Bandera de Croacia   | 0:0                     | Bandera de Bélgica   | Bélgica   |
| 5 de diciembre  | Al Wakrah | Octavos de final             | Japón     | Bandera de Japón     | 1:1 (1:1, 1:0) (1:3 p.) | Bandera de Croacia   | Croacia   |
| 9 de diciembre  | Rayán     | Cuartos de final             | Croacia   | Bandera de Croacia   | 1:1 (0:0, 0:0) (4:2 p.) | Bandera de Brasil    | Brasil    |
| 13 de diciembre | Lusail    | Semifinales                  | Argentina | Bandera de Argentina | 3:0 (2:0)               | Bandera de Croacia   | Croacia   |
| 17 de diciembre | Rayán     | Partido por el tercer puesto | Croacia   | Bandera de Croacia   | 2:1 (2:1)               | Bandera de Marruecos | Marruecos |

### Fase de grupos - Grupo F
| Selección | Pts | PJ | PG | PE | PP | GF | GC | Dif |
| --------- | --- | -- | -- | -- | -- | -- | -- | --- |
| Marruecos | 7   | 3  | 2  | 1  | 0  | 4  | 1  | +3  |
| Croacia   | 5   | 3  | 1  | 2  | 0  | 4  | 1  | +3  |
| Bélgica   | 4   | 3  | 1  | 1  | 1  | 1  | 2  | –1  |
| Canadá    | 0   | 3  | 0  | 0  | 3  | 2  | 7  | –5  |

|  | Clasificados a los octavos de final. |

#### Marruecos vs. Croacia
| 23 de noviembre | Marruecos | 0:0     | Croacia | Estadio Al Bayt, Jor                                                               |                                                                                    |
| 13:00           |           | Reporte |         | Asistencia: 59 407 espectadores Árbitro(s): Fernando Rapallini VAR: Julio Bascuñán | Asistencia: 59 407 espectadores Árbitro(s): Fernando Rapallini VAR: Julio Bascuñán |

| 1          | Guardameta     | Yassine Bounou    |     |
| 2          | Defensa        | Achraf Hakimi     |     |
| 5          | Defensa        | Nayef Aguerd      |     |
| 6          | Defensa        | Romain Saïss      |     |
| 3          | Defensa        | Noussair Mazraoui | 60' |
| 8          | Centrocampista | Azzedine Ounahi   | 82' |
| 4          | Centrocampista | Sofyan Amrabat    |     |
| 15         | Centrocampista | Selim Amallah     |     |
| 7          | Delantero      | Hakim Ziyech      |     |
| 19         | Delantero      | Youssef En-Nesyri | 81' |
| 17         | Delantero      | Sofiane Boufal    | 65' |
| Entrenador | Entrenador     | Walid Regragui    |     |

| 1          | Guardameta     | Dominik Livaković |     |
| 22         | Defensa        | Josip Juranović   |     |
| 6          | Defensa        | Dejan Lovren      |     |
| 20         | Defensa        | Joško Gvardiol    |     |
| 19         | Defensa        | Borna Sosa        |     |
| 10         | Centrocampista | Luka Modrić       |     |
| 11         | Centrocampista | Marcelo Brozović  |     |
| 8          | Centrocampista | Mateo Kovačić     | 79' |
| 13         | Delantero      | Nikola Vlašić     | 46' |
| 9          | Delantero      | Andrej Kramarić   | 71' |
| 4          | Delantero      | Ivan Perišić      | 90' |
| Entrenador | Entrenador     | Zlatko Dalić      |     |

| 25 | Defensa   | Yahia Attiyat Allah  | 60' |
| 16 | Delantero | Abde Ezzalzouli      | 65' |
| 9  | Defensa   | Abderrazak Hamdallah | 81' |
| 11 | Delantero | Abdelhamid Sabiri    | 82' |

| 15 | Centrocampista | Mario Pašalić | 46' |
| 14 | Delantero      | Marko Livaja  | 71' |
| 7  | Centrocampista | Lovro Majer   | 79' |
| 18 | Delantero      | Mislav Oršić  | 90' |

| Amonestado | 78' | Sofyan Amrabat |

| Árbitro             | Fernando Rapallini |
| Árbitros asistentes | Juan Pablo Belatti |
| Árbitros asistentes | Diego Bonfá        |
| Cuarto árbitro      | Kevin Ortega       |
| Quinto árbitro      | Karen Díaz         |
| VAR                 | Julio Bascuñán     |
| Adicionales VAR     | Leodán González    |
| Adicionales VAR     | Nicolás Tarán      |
| Adicionales VAR     | Paolo Valeri       |
| Adicionales VAR     | Martín Soppi       |

| 1          | Guardameta     | Yassine Bounou    |     |
| 2          | Defensa        | Achraf Hakimi     |     |
| 5          | Defensa        | Nayef Aguerd      |     |
| 6          | Defensa        | Romain Saïss      |     |
| 3          | Defensa        | Noussair Mazraoui | 60' |
| 8          | Centrocampista | Azzedine Ounahi   | 82' |
| 4          | Centrocampista | Sofyan Amrabat    |     |
| 15         | Centrocampista | Selim Amallah     |     |
| 7          | Delantero      | Hakim Ziyech      |     |
| 19         | Delantero      | Youssef En-Nesyri | 81' |
| 17         | Delantero      | Sofiane Boufal    | 65' |
| Entrenador | Entrenador     | Walid Regragui    |     |

| 1          | Guardameta     | Dominik Livaković |     |
| 22         | Defensa        | Josip Juranović   |     |
| 6          | Defensa        | Dejan Lovren      |     |
| 20         | Defensa        | Joško Gvardiol    |     |
| 19         | Defensa        | Borna Sosa        |     |
| 10         | Centrocampista | Luka Modrić       |     |
| 11         | Centrocampista | Marcelo Brozović  |     |
| 8          | Centrocampista | Mateo Kovačić     | 79' |
| 13         | Delantero      | Nikola Vlašić     | 46' |
| 9          | Delantero      | Andrej Kramarić   | 71' |
| 4          | Delantero      | Ivan Perišić      | 90' |
| Entrenador | Entrenador     | Zlatko Dalić      |     |

| 25 | Defensa   | Yahia Attiyat Allah  | 60' |
| 16 | Delantero | Abde Ezzalzouli      | 65' |
| 9  | Defensa   | Abderrazak Hamdallah | 81' |
| 11 | Delantero | Abdelhamid Sabiri    | 82' |

| 15 | Centrocampista | Mario Pašalić | 46' |
| 14 | Delantero      | Marko Livaja  | 71' |
| 7  | Centrocampista | Lovro Majer   | 79' |
| 18 | Delantero      | Mislav Oršić  | 90' |

| Amonestado | 78' | Sofyan Amrabat |

| Árbitro             | Fernando Rapallini |
| Árbitros asistentes | Juan Pablo Belatti |
| Árbitros asistentes | Diego Bonfá        |
| Cuarto árbitro      | Kevin Ortega       |
| Quinto árbitro      | Karen Díaz         |
| VAR                 | Julio Bascuñán     |
| Adicionales VAR     | Leodán González    |
| Adicionales VAR     | Nicolás Tarán      |
| Adicionales VAR     | Paolo Valeri       |
| Adicionales VAR     | Martín Soppi       |

| \| Estadísticas \| \| \| \| Tiros \| 8 \| 5 \| \| Tiros a puerta \| 2 \| 2 \| \| Faltas \| 16 \| 11 \| \| Saques de esquina \| 0 \| 5 \| \| Penaltis \| 0 \| 0 \| \| Fueras de juego \| 0 \| 1 \| \| Posesión de balón \| 35% \| 65% \| | Alineación inicial   |                    |
| Estadísticas | Bandera de Marruecos | Bandera de Croacia |
| Tiros | 8                    | 5                  |
| Tiros a puerta | 2                    | 2                  |
| Faltas | 16                   | 11                 |
| Saques de esquina | 0                    | 5                  |
| Penaltis | 0                    | 0                  |
| Fueras de juego | 0                    | 1                  |
| Posesión de balón | 35%                  | 65%                |

#### Croacia vs. Canadá
| 27 de noviembre | Croacia                                        | 4:1 (2:1) | Canadá    | Estadio Internacional Khalifa, Rayán                                           |                                                                                |
| 19:00           | - Kramarić 36', 70' - Livaja 44' - Majer 90+4' | Reporte   | Davies 2' | Asistencia: 44 374 espectadores Árbitro(s): Andrés Matonte VAR: Mauro Vigliano | Asistencia: 44 374 espectadores Árbitro(s): Andrés Matonte VAR: Mauro Vigliano |

| 1          | Guardameta     | Dominik Livaković |     |
| 22         | Defensa        | Josip Juranović   |     |
| 6          | Defensa        | Dejan Lovren      |     |
| 20         | Defensa        | Joško Gvardiol    |     |
| 19         | Defensa        | Borna Sosa        |     |
| 10         | Centrocampista | Luka Modrić       | 86' |
| 11         | Centrocampista | Marcelo Brozović  |     |
| 8          | Centrocampista | Mateo Kovačić     | 87' |
| 14         | Delantero      | Marko Livaja      | 60' |
| 9          | Delantero      | Andrej Kramarić   | 73' |
| 4          | Delantero      | Ivan Perišić      | 86' |
| Entrenador | Entrenador     | Zlatko Dalić      |     |

| 18         | Guardameta     | Milan Borjan      |     |
| 2          | Defensa        | Alistair Johnston |     |
| 5          | Defensa        | Steven Vitória    |     |
| 4          | Defensa        | Kamal Miller      |     |
| 21         | Centrocampista | Richie Laryea     | 62' |
| 13         | Centrocampista | Atiba Hutchinson  | 73' |
| 7          | Centrocampista | Stephen Eustáquio | 46' |
| 19         | Centrocampista | Alphonso Davies   |     |
| 11         | Delantero      | Tajon Buchanan    |     |
| 17         | Delantero      | Cyle Larin        | 46' |
| 20         | Delantero      | Jonathan David    | 72' |
| Entrenador | Entrenador     | John Herdman      |     |

| 16 | Delantero      | Bruno Petković | 60' |
| 13 | Centrocampista | Nikola Vlašić  | 73' |
| 18 | Delantero      | Mislav Oršić   | 86' |
| 15 | Centrocampista | Mario Pašalić  | 86' |
| 7  | Centrocampista | Lovro Majer    | 87' |

| 15 | Centrocampista | Ismaël Koné     | 46' |
| 21 | Centrocampista | Jonathan Osorio | 46' |
| 10 | Centrocampista | Junior Hoilett  | 62' |
| 9  | Delantero      | Lucas Cavallini | 72' |
| 3  | Defensa        | Sam Adekugbe    | 73' |

| Anotado | 36'   | Andrej Kramarić | 1–1 |
| Anotado | 44'   | Marko Livaja    | 2–0 |
| Anotado | 70'   | Andrej Kramarić | 3–1 |
| Anotado | 90+4' | Lovro Majer     | 4–1 |

| Anotado | 2' | Alphonso Davies | 0–1 |

| Amonestado | 56' | Dejan Lovren |
| Amonestado | 85' | Luka Modrić  |

| Amonestado | 52' | Tajon Buchanan |
| Amonestado | 85' | Kamal Miller   |

| Árbitro             | Andrés Matonte  |
| Árbitros asistentes | Nicolás Tarán   |
| Árbitros asistentes | Martín Soppi    |
| Cuarto árbitro      | Kevin Ortega    |
| Quinto árbitro      | Jesús Sánchez   |
| VAR                 | Mauro Vigliano  |
| Adicionales VAR     | Leodán González |
| Adicionales VAR     | Gabriel Chade   |
| Adicionales VAR     | Julio Bascuñán  |
| Adicionales VAR     | Diego Bonfá     |

| 1          | Guardameta     | Dominik Livaković |     |
| 22         | Defensa        | Josip Juranović   |     |
| 6          | Defensa        | Dejan Lovren      |     |
| 20         | Defensa        | Joško Gvardiol    |     |
| 19         | Defensa        | Borna Sosa        |     |
| 10         | Centrocampista | Luka Modrić       | 86' |
| 11         | Centrocampista | Marcelo Brozović  |     |
| 8          | Centrocampista | Mateo Kovačić     | 87' |
| 14         | Delantero      | Marko Livaja      | 60' |
| 9          | Delantero      | Andrej Kramarić   | 73' |
| 4          | Delantero      | Ivan Perišić      | 86' |
| Entrenador | Entrenador     | Zlatko Dalić      |     |

| 18         | Guardameta     | Milan Borjan      |     |
| 2          | Defensa        | Alistair Johnston |     |
| 5          | Defensa        | Steven Vitória    |     |
| 4          | Defensa        | Kamal Miller      |     |
| 21         | Centrocampista | Richie Laryea     | 62' |
| 13         | Centrocampista | Atiba Hutchinson  | 73' |
| 7          | Centrocampista | Stephen Eustáquio | 46' |
| 19         | Centrocampista | Alphonso Davies   |     |
| 11         | Delantero      | Tajon Buchanan    |     |
| 17         | Delantero      | Cyle Larin        | 46' |
| 20         | Delantero      | Jonathan David    | 72' |
| Entrenador | Entrenador     | John Herdman      |     |

| 16 | Delantero      | Bruno Petković | 60' |
| 13 | Centrocampista | Nikola Vlašić  | 73' |
| 18 | Delantero      | Mislav Oršić   | 86' |
| 15 | Centrocampista | Mario Pašalić  | 86' |
| 7  | Centrocampista | Lovro Majer    | 87' |

| 15 | Centrocampista | Ismaël Koné     | 46' |
| 21 | Centrocampista | Jonathan Osorio | 46' |
| 10 | Centrocampista | Junior Hoilett  | 62' |
| 9  | Delantero      | Lucas Cavallini | 72' |
| 3  | Defensa        | Sam Adekugbe    | 73' |

| Anotado | 36'   | Andrej Kramarić | 1–1 |
| Anotado | 44'   | Marko Livaja    | 2–0 |
| Anotado | 70'   | Andrej Kramarić | 3–1 |
| Anotado | 90+4' | Lovro Majer     | 4–1 |

| Anotado | 2' | Alphonso Davies | 0–1 |

| Amonestado | 56' | Dejan Lovren |
| Amonestado | 85' | Luka Modrić  |

| Amonestado | 52' | Tajon Buchanan |
| Amonestado | 85' | Kamal Miller   |

| Árbitro             | Andrés Matonte  |
| Árbitros asistentes | Nicolás Tarán   |
| Árbitros asistentes | Martín Soppi    |
| Cuarto árbitro      | Kevin Ortega    |
| Quinto árbitro      | Jesús Sánchez   |
| VAR                 | Mauro Vigliano  |
| Adicionales VAR     | Leodán González |
| Adicionales VAR     | Gabriel Chade   |
| Adicionales VAR     | Julio Bascuñán  |
| Adicionales VAR     | Diego Bonfá     |

| \| Estadísticas \| \| \| \| Tiros \| 13 \| 8 \| \| Tiros a puerta \| 10 \| 2 \| \| Faltas \| 13 \| 5 \| \| Saques de esquina \| 5 \| 2 \| \| Penaltis \| 0 \| 0 \| \| Fueras de juego \| 1 \| 3 \| \| Posesión de balón \| 48% \| 52% \| | Alineación inicial |                   |
| Estadísticas | Bandera de Croacia | Bandera de Canadá |
| Tiros | 13                 | 8                 |
| Tiros a puerta | 10                 | 2                 |
| Faltas | 13                 | 5                 |
| Saques de esquina | 5                  | 2                 |
| Penaltis | 0                  | 0                 |
| Fueras de juego | 1                  | 3                 |
| Posesión de balón | 48%                | 52%               |

#### Croacia vs. Bélgica
| 1 de diciembre | Croacia | 0:0     | Bélgica | Estadio Áhmad bin Ali, Rayán                                                |                                                                             |
| 18:00          |         | Reporte |         | Asistencia: 43 984 espectadores Árbitro(s): Anthony Taylor VAR: Marco Fritz | Asistencia: 43 984 espectadores Árbitro(s): Anthony Taylor VAR: Marco Fritz |

| 1          | Guardameta     | Dominik Livaković |       |
| 22         | Defensa        | Josip Juranović   |       |
| 6          | Defensa        | Dejan Lovren      |       |
| 20         | Defensa        | Joško Gvardiol    |       |
| 19         | Defensa        | Borna Sosa        |       |
| 10         | Centrocampista | Luka Modrić       |       |
| 11         | Centrocampista | Marcelo Brozović  |       |
| 8          | Centrocampista | Mateo Kovačić     | 90+2' |
| 9          | Delantero      | Andrej Kramarić   | 64'   |
| 14         | Delantero      | Marko Livaja      | 64'   |
| 4          | Delantero      | Ivan Perišić      |       |
| Entrenador | Entrenador     | Zlatko Dalić      |       |

| 1          | Guardameta     | Thibaut Courtois   |     |
| 19         | Defensa        | Leander Dendoncker | 72' |
| 2          | Defensa        | Toby Alderweireld  |     |
| 5          | Defensa        | Jan Vertonghen     |     |
| 15         | Centrocampista | Thomas Meunier     | 87' |
| 7          | Centrocampista | Kevin De Bruyne    |     |
| 6          | Centrocampista | Axel Witsel        |     |
| 21         | Centrocampista | Timothy Castagne   |     |
| 17         | Delantero      | Leandro Trossard   | 59' |
| 14         | Delantero      | Dries Mertens      | 46' |
| 11         | Delantero      | Yannick Carrasco   | 72' |
| Entrenador | Entrenador     | Roberto Martínez   |     |

| 15 | Centrocampista | Mario Pašalić  | 64'   |
| 16 | Delantero      | Bruno Petković | 64'   |
| 7  | Centrocampista | Lovro Majer    | 90+2' |

| 9  | Delantero      | Romelu Lukaku   | 46' |
| 16 | Centrocampista | Thorgan Hazard  | 59' |
| 25 | Delantero      | Jérémy Doku     | 72' |
| 8  | Centrocampista | Youri Tielemans | 72' |
| 10 | Centrocampista | Eden Hazard     | 87' |

| Amonestado | 66' | Leander Dendoncker |

| Árbitro             | Anthony Taylor     |
| Árbitros asistentes | Gary Beswick       |
| Árbitros asistentes | Adam Nunn          |
| Cuarto árbitro      | István Kovács      |
| Quinto árbitro      | Ovidiu Artene      |
| VAR                 | Marco Fritz        |
| Adicionales VAR     | Tomasz Kwiatkowski |
| Adicionales VAR     | Rafael Foltyn      |
| Adicionales VAR     | Benoît Millot      |
| Adicionales VAR     | Jan Seidel         |

| 1          | Guardameta     | Dominik Livaković |       |
| 22         | Defensa        | Josip Juranović   |       |
| 6          | Defensa        | Dejan Lovren      |       |
| 20         | Defensa        | Joško Gvardiol    |       |
| 19         | Defensa        | Borna Sosa        |       |
| 10         | Centrocampista | Luka Modrić       |       |
| 11         | Centrocampista | Marcelo Brozović  |       |
| 8          | Centrocampista | Mateo Kovačić     | 90+2' |
| 9          | Delantero      | Andrej Kramarić   | 64'   |
| 14         | Delantero      | Marko Livaja      | 64'   |
| 4          | Delantero      | Ivan Perišić      |       |
| Entrenador | Entrenador     | Zlatko Dalić      |       |

| 1          | Guardameta     | Thibaut Courtois   |     |
| 19         | Defensa        | Leander Dendoncker | 72' |
| 2          | Defensa        | Toby Alderweireld  |     |
| 5          | Defensa        | Jan Vertonghen     |     |
| 15         | Centrocampista | Thomas Meunier     | 87' |
| 7          | Centrocampista | Kevin De Bruyne    |     |
| 6          | Centrocampista | Axel Witsel        |     |
| 21         | Centrocampista | Timothy Castagne   |     |
| 17         | Delantero      | Leandro Trossard   | 59' |
| 14         | Delantero      | Dries Mertens      | 46' |
| 11         | Delantero      | Yannick Carrasco   | 72' |
| Entrenador | Entrenador     | Roberto Martínez   |     |

| 15 | Centrocampista | Mario Pašalić  | 64'   |
| 16 | Delantero      | Bruno Petković | 64'   |
| 7  | Centrocampista | Lovro Majer    | 90+2' |

| 9  | Delantero      | Romelu Lukaku   | 46' |
| 16 | Centrocampista | Thorgan Hazard  | 59' |
| 25 | Delantero      | Jérémy Doku     | 72' |
| 8  | Centrocampista | Youri Tielemans | 72' |
| 10 | Centrocampista | Eden Hazard     | 87' |

| Amonestado | 66' | Leander Dendoncker |

| Árbitro             | Anthony Taylor     |
| Árbitros asistentes | Gary Beswick       |
| Árbitros asistentes | Adam Nunn          |
| Cuarto árbitro      | István Kovács      |
| Quinto árbitro      | Ovidiu Artene      |
| VAR                 | Marco Fritz        |
| Adicionales VAR     | Tomasz Kwiatkowski |
| Adicionales VAR     | Rafael Foltyn      |
| Adicionales VAR     | Benoît Millot      |
| Adicionales VAR     | Jan Seidel         |

| \| Estadísticas \| \| \| \| Tiros \| 11 \| 16 \| \| Tiros a puerta \| 4 \| 3 \| \| Faltas \| 7 \| 9 \| \| Saques de esquina \| 2 \| 4 \| \| Penaltis \| 0 \| 0 \| \| Fueras de juego \| 4 \| 0 \| \| Posesión de balón \| 48% \| 52% \| | Alineación inicial |                    |
| Estadísticas | Bandera de Croacia | Bandera de Bélgica |
| Tiros | 11                 | 16                 |
| Tiros a puerta | 4                  | 3                  |
| Faltas | 7                  | 9                  |
| Saques de esquina | 2                  | 4                  |
| Penaltis | 0                  | 0                  |
| Fueras de juego | 4                  | 0                  |
| Posesión de balón | 48%                | 52%                |

### Octavos de final

#### Japón vs. Croacia
| 5 de diciembre | Japón                                 | 1:1 (1:1, 1:0) (t. s.)(1:3 p.) | Croacia                                | Estadio Al Janoub, Al Wakrah                                                 |                                                                              |
| 18:00          | Maeda 43'                             | Reporte                        | Perišić 55'                            | Asistencia: 42 523 espectadores Árbitro(s): Ismail Elfath VAR: Nicolás Gallo | Asistencia: 42 523 espectadores Árbitro(s): Ismail Elfath VAR: Nicolás Gallo |
|                |                                       | Tiros desde el punto penal     |                                        |                                                                              |                                                                              |
|                | - Minamino - Mitoma - Asano - Yoshida |                                | - Vlašić - Brozović - Livaja - Pašalić |                                                                              |                                                                              |

| 12         | Guardameta     | Shūichi Gonda     |      |
| 16         | Defensa        | Takehiro Tomiyasu |      |
| 22         | Defensa        | Maya Yoshida      |      |
| 3          | Defensa        | Shōgo Taniguchi   |      |
| 14         | Centrocampista | Junya Ito         |      |
| 6          | Centrocampista | Wataru Endō       |      |
| 13         | Centrocampista | Hidemasa Morita   | 106' |
| 5          | Centrocampista | Yūto Nagatomo     | 64'  |
| 8          | Delantero      | Ritsu Dōan        | 87'  |
| 25         | Delantero      | Daizen Maeda      | 64'  |
| 15         | Delantero      | Daichi Kamada     | 75'  |
| Entrenador | Entrenador     | Hajime Moriyasu   |      |

| 1          | Guardameta     | Dominik Livaković |      |
| 22         | Defensa        | Josip Juranović   |      |
| 6          | Defensa        | Dejan Lovren      |      |
| 20         | Defensa        | Joško Gvardiol    |      |
| 3          | Defensa        | Borna Barišić     |      |
| 10         | Centrocampista | Luka Modrić       | 99'  |
| 11         | Centrocampista | Marcelo Brozović  |      |
| 8          | Centrocampista | Mateo Kovačić     | 99'  |
| 9          | Delantero      | Andrej Kramarić   | 68'  |
| 16         | Delantero      | Bruno Petković    | 62'  |
| 4          | Delantero      | Ivan Perišić      | 106' |
| Entrenador | Entrenador     | Zlatko Dalić      |      |

| 9  | Centrocampista | Kaoru Mitoma    | 64'  |
| 18 | Delantero      | Takuma Asano    | 64'  |
| 19 | Defensa        | Hiroki Sakai    | 75'  |
| 10 | Centrocampista | Takumi Minamino | 87'  |
| 17 | Centrocampista | Ao Tanaka       | 106' |

| 17 | Delantero      | Ante Budimir  | 62' 106' |
| 15 | Centrocampista | Mario Pašalić | 68'      |
| 7  | Centrocampista | Lovro Majer   | 99'      |
| 13 | Centrocampista | Nikola Vlašić | 99'      |
| 14 | Delantero      | Marko Livaja  | 106'     |
| 18 | Delantero      | Mislav Oršić  | 106'     |

| Anotado | 43' | Daizen Maeda | 1–0 |

| Anotado | 55' | Ivan Perišić | 1–1 |

| Takumi Minamino | Fallo de penal (atajado) | 0:0 |                        |                  |
|                 |                          | 0:1 | Acierto de penal       | Nikola Vlašić    |
| Kaoru Mitoma    | Fallo de penal (atajado) | 0:1 |                        |                  |
|                 |                          | 0:2 | Acierto de penal       | Marcelo Brozović |
| Takuma Asano    | Acierto de penal         | 1:2 |                        |                  |
|                 |                          | 1:2 | Fallo de penal (poste) | Marco Livaja     |
| Maya Yoshida    | Fallo de penal (atajado) | 1:2 |                        |                  |
|                 |                          | 1:3 | Acierto de penal       | Mario Pašalić    |

| Amonestado | 90'  | Mateo Kovačić |
| Amonestado | 116' | Borna Barišić |

| Árbitro             | Ismail Elfath       |
| Árbitros asistentes | Corey Parker        |
| Árbitros asistentes | Kyle Atkins         |
| Cuarto árbitro      | Mustapha Ghorbal    |
| Quinto árbitro      | Mokrane Gourari     |
| VAR                 | Nicolás Gallo       |
| Adicionales VAR     | Julio Bascuñán      |
| Adicionales VAR     | Ezequiel Brailovsky |
| Adicionales VAR     | Paolo Valeri        |
| Adicionales VAR     | Abdelhak Etchiali   |

| 12         | Guardameta     | Shūichi Gonda     |      |
| 16         | Defensa        | Takehiro Tomiyasu |      |
| 22         | Defensa        | Maya Yoshida      |      |
| 3          | Defensa        | Shōgo Taniguchi   |      |
| 14         | Centrocampista | Junya Ito         |      |
| 6          | Centrocampista | Wataru Endō       |      |
| 13         | Centrocampista | Hidemasa Morita   | 106' |
| 5          | Centrocampista | Yūto Nagatomo     | 64'  |
| 8          | Delantero      | Ritsu Dōan        | 87'  |
| 25         | Delantero      | Daizen Maeda      | 64'  |
| 15         | Delantero      | Daichi Kamada     | 75'  |
| Entrenador | Entrenador     | Hajime Moriyasu   |      |

| 1          | Guardameta     | Dominik Livaković |      |
| 22         | Defensa        | Josip Juranović   |      |
| 6          | Defensa        | Dejan Lovren      |      |
| 20         | Defensa        | Joško Gvardiol    |      |
| 3          | Defensa        | Borna Barišić     |      |
| 10         | Centrocampista | Luka Modrić       | 99'  |
| 11         | Centrocampista | Marcelo Brozović  |      |
| 8          | Centrocampista | Mateo Kovačić     | 99'  |
| 9          | Delantero      | Andrej Kramarić   | 68'  |
| 16         | Delantero      | Bruno Petković    | 62'  |
| 4          | Delantero      | Ivan Perišić      | 106' |
| Entrenador | Entrenador     | Zlatko Dalić      |      |

| 9  | Centrocampista | Kaoru Mitoma    | 64'  |
| 18 | Delantero      | Takuma Asano    | 64'  |
| 19 | Defensa        | Hiroki Sakai    | 75'  |
| 10 | Centrocampista | Takumi Minamino | 87'  |
| 17 | Centrocampista | Ao Tanaka       | 106' |

| 17 | Delantero      | Ante Budimir  | 62' 106' |
| 15 | Centrocampista | Mario Pašalić | 68'      |
| 7  | Centrocampista | Lovro Majer   | 99'      |
| 13 | Centrocampista | Nikola Vlašić | 99'      |
| 14 | Delantero      | Marko Livaja  | 106'     |
| 18 | Delantero      | Mislav Oršić  | 106'     |

| Anotado | 43' | Daizen Maeda | 1–0 |

| Anotado | 55' | Ivan Perišić | 1–1 |

| Takumi Minamino | Fallo de penal (atajado) | 0:0 |                        |                  |
|                 |                          | 0:1 | Acierto de penal       | Nikola Vlašić    |
| Kaoru Mitoma    | Fallo de penal (atajado) | 0:1 |                        |                  |
|                 |                          | 0:2 | Acierto de penal       | Marcelo Brozović |
| Takuma Asano    | Acierto de penal         | 1:2 |                        |                  |
|                 |                          | 1:2 | Fallo de penal (poste) | Marco Livaja     |
| Maya Yoshida    | Fallo de penal (atajado) | 1:2 |                        |                  |
|                 |                          | 1:3 | Acierto de penal       | Mario Pašalić    |

| Amonestado | 90'  | Mateo Kovačić |
| Amonestado | 116' | Borna Barišić |

| Árbitro             | Ismail Elfath       |
| Árbitros asistentes | Corey Parker        |
| Árbitros asistentes | Kyle Atkins         |
| Cuarto árbitro      | Mustapha Ghorbal    |
| Quinto árbitro      | Mokrane Gourari     |
| VAR                 | Nicolás Gallo       |
| Adicionales VAR     | Julio Bascuñán      |
| Adicionales VAR     | Ezequiel Brailovsky |
| Adicionales VAR     | Paolo Valeri        |
| Adicionales VAR     | Abdelhak Etchiali   |

| \| Estadísticas \| \| \| \| Tiros \| 13 \| 17 \| \| Tiros a puerta \| 4 \| 4 \| \| Faltas \| 13 \| 16 \| \| Saques de esquina \| 8 \| 5 \| \| Penaltis \| 0 \| 0 \| \| Fueras de juego \| 3 \| 0 \| \| Posesión de balón \| 41% \| 59% \| | Alineación inicial |                    |
| Estadísticas | Bandera de Japón   | Bandera de Croacia |
| Tiros | 13                 | 17                 |
| Tiros a puerta | 4                  | 4                  |
| Faltas | 13                 | 16                 |
| Saques de esquina | 8                  | 5                  |
| Penaltis | 0                  | 0                  |
| Fueras de juego | 3                  | 0                  |
| Posesión de balón | 41%                | 59%                |

### Cuartos de final

#### Croacia vs. Brasil
| 9 de diciembre | Croacia                           | 1:1 (0:0, 0:0) (t. s.)(4:2 p.) | Brasil                                    | Estadio Ciudad de la Educación, Rayán                                          |                                                                                |
| 18:00          | Petković 117'                     | Reporte                        | Neymar 105+1'                             | Asistencia: 43 893 espectadores Árbitro(s): Michael Oliver VAR: Pol van Boekel | Asistencia: 43 893 espectadores Árbitro(s): Michael Oliver VAR: Pol van Boekel |
|                |                                   | Tiros desde el punto penal     |                                           |                                                                                |                                                                                |
|                | - Vlašić - Majer - Modrić - Oršić |                                | - Rodrygo - Casemiro - Pedro - Marquinhos |                                                                                |                                                                                |

| 1          | Guardameta     | Dominik Livaković |      |
| 22         | Defensa        | Josip Juranović   |      |
| 6          | Defensa        | Dejan Lovren      |      |
| 20         | Defensa        | Joško Gvardiol    |      |
| 19         | Defensa        | Borna Sosa        | 110' |
| 10         | Centrocampista | Luka Modrić       |      |
| 11         | Centrocampista | Marcelo Brozović  | 114' |
| 8          | Centrocampista | Mateo Kovačić     | 106' |
| 15         | Delantero      | Mario Pašalić     | 72'  |
| 9          | Delantero      | Andrej Kramarić   | 72'  |
| 4          | Delantero      | Ivan Perišić      |      |
| Entrenador | Entrenador     | Zlatko Dalić      |      |

| 1          | Guardameta     | Alisson         |      |
| 14         | Defensa        | Éder Militão    | 106' |
| 4          | Defensa        | Marquinhos      |      |
| 3          | Defensa        | Thiago Silva    |      |
| 2          | Defensa        | Danilo          |      |
| 7          | Centrocampista | Lucas Paquetá   | 106' |
| 5          | Centrocampista | Casemiro        |      |
| 11         | Centrocampista | Raphinha        | 56'  |
| 10         | Centrocampista | Neymar          |      |
| 20         | Centrocampista | Vinícius Júnior | 64'  |
| 9          | Delantero      | Richarlison     | 84'  |
| Entrenador | Entrenador     | Tite            |      |

| 13 | Centrocampista | Nikola Vlašić  | 72'  |
| 16 | Delantero      | Bruno Petković | 72'  |
| 7  | Centrocampista | Lovro Majer    | 106' |
| 17 | Delantero      | Ante Budimir   | 110' |
| 18 | Delantero      | Mislav Oršić   | 114' |

| 19 | Delantero      | Antony      | 56'  |
| 21 | Delantero      | Rodrygo     | 64'  |
| 25 | Delantero      | Pedro       | 84'  |
| 6  | Defensa        | Alex Sandro | 106' |
| 8  | Centrocampista | Fred        | 106' |

| Anotado | 117' | Bruno Petković | 1–1 |

| Anotado | 105+1' | Neymar | 0–1 |

| Nikola Vlašić | Acierto de penal | 1:0 |                          |            |
|               |                  | 1:0 | Fallo de penal (atajado) | Rodrygo    |
| Lovro Majer   | Acierto de penal | 2:0 |                          |            |
|               |                  | 2:1 | Acierto de penal         | Casemiro   |
| Luka Modrić   | Acierto de penal | 3:1 |                          |            |
|               |                  | 3:2 | Acierto de penal         | Pedro      |
| Mislav Oršić  | Acierto de penal | 4:2 |                          |            |
|               |                  | 4:2 | Fallo de penal (poste)   | Marquinhos |

| Amonestado | 31'  | Marcelo Brozović |
| Amonestado | 117' | Bruno Petković   |

| Amonestado | 25' | Danilo     |
| Amonestado | 68' | Casemiro   |
| Amonestado | 77' | Marquinhos |

| Árbitro             | Michael Oliver      |
| Árbitros asistentes | Stuart Burt         |
| Árbitros asistentes | Gary Beswick        |
| Cuarto árbitro      | Mustapha Ghorbal    |
| Quinto árbitro      | Abdelhak Etchiali   |
| VAR                 | Pol van Boekel      |
| Adicionales VAR     | Massimiliano Irrati |
| Adicionales VAR     | Kathryn Nesbitt     |
| Adicionales VAR     | Juan Soto           |
| Adicionales VAR     | Mokrane Gourari     |
| Adicionales VAR     | Rédouane Jiyed      |

| 1          | Guardameta     | Dominik Livaković |      |
| 22         | Defensa        | Josip Juranović   |      |
| 6          | Defensa        | Dejan Lovren      |      |
| 20         | Defensa        | Joško Gvardiol    |      |
| 19         | Defensa        | Borna Sosa        | 110' |
| 10         | Centrocampista | Luka Modrić       |      |
| 11         | Centrocampista | Marcelo Brozović  | 114' |
| 8          | Centrocampista | Mateo Kovačić     | 106' |
| 15         | Delantero      | Mario Pašalić     | 72'  |
| 9          | Delantero      | Andrej Kramarić   | 72'  |
| 4          | Delantero      | Ivan Perišić      |      |
| Entrenador | Entrenador     | Zlatko Dalić      |      |

| 1          | Guardameta     | Alisson         |      |
| 14         | Defensa        | Éder Militão    | 106' |
| 4          | Defensa        | Marquinhos      |      |
| 3          | Defensa        | Thiago Silva    |      |
| 2          | Defensa        | Danilo          |      |
| 7          | Centrocampista | Lucas Paquetá   | 106' |
| 5          | Centrocampista | Casemiro        |      |
| 11         | Centrocampista | Raphinha        | 56'  |
| 10         | Centrocampista | Neymar          |      |
| 20         | Centrocampista | Vinícius Júnior | 64'  |
| 9          | Delantero      | Richarlison     | 84'  |
| Entrenador | Entrenador     | Tite            |      |

| 13 | Centrocampista | Nikola Vlašić  | 72'  |
| 16 | Delantero      | Bruno Petković | 72'  |
| 7  | Centrocampista | Lovro Majer    | 106' |
| 17 | Delantero      | Ante Budimir   | 110' |
| 18 | Delantero      | Mislav Oršić   | 114' |

| 19 | Delantero      | Antony      | 56'  |
| 21 | Delantero      | Rodrygo     | 64'  |
| 25 | Delantero      | Pedro       | 84'  |
| 6  | Defensa        | Alex Sandro | 106' |
| 8  | Centrocampista | Fred        | 106' |

| Anotado | 117' | Bruno Petković | 1–1 |

| Anotado | 105+1' | Neymar | 0–1 |

| Nikola Vlašić | Acierto de penal | 1:0 |                          |            |
|               |                  | 1:0 | Fallo de penal (atajado) | Rodrygo    |
| Lovro Majer   | Acierto de penal | 2:0 |                          |            |
|               |                  | 2:1 | Acierto de penal         | Casemiro   |
| Luka Modrić   | Acierto de penal | 3:1 |                          |            |
|               |                  | 3:2 | Acierto de penal         | Pedro      |
| Mislav Oršić  | Acierto de penal | 4:2 |                          |            |
|               |                  | 4:2 | Fallo de penal (poste)   | Marquinhos |

| Amonestado | 31'  | Marcelo Brozović |
| Amonestado | 117' | Bruno Petković   |

| Amonestado | 25' | Danilo     |
| Amonestado | 68' | Casemiro   |
| Amonestado | 77' | Marquinhos |

| Árbitro             | Michael Oliver      |
| Árbitros asistentes | Stuart Burt         |
| Árbitros asistentes | Gary Beswick        |
| Cuarto árbitro      | Mustapha Ghorbal    |
| Quinto árbitro      | Abdelhak Etchiali   |
| VAR                 | Pol van Boekel      |
| Adicionales VAR     | Massimiliano Irrati |
| Adicionales VAR     | Kathryn Nesbitt     |
| Adicionales VAR     | Juan Soto           |
| Adicionales VAR     | Mokrane Gourari     |
| Adicionales VAR     | Rédouane Jiyed      |

| \| Estadísticas \| \| \| \| Tiros \| 9 \| 21 \| \| Tiros a puerta \| 1 \| 11 \| \| Faltas \| 22 \| 24 \| \| Saques de esquina \| 3 \| 7 \| \| Penaltis \| 0 \| 0 \| \| Fueras de juego \| 3 \| 3 \| \| Posesión de balón \| 51% \| 49% \| | Alineación inicial |                   |
| Estadísticas | Bandera de Croacia | Bandera de Brasil |
| Tiros | 9                  | 21                |
| Tiros a puerta | 1                  | 11                |
| Faltas | 22                 | 24                |
| Saques de esquina | 3                  | 7                 |
| Penaltis | 0                  | 0                 |
| Fueras de juego | 3                  | 3                 |
| Posesión de balón | 51%                | 49%               |

### Semifinales

#### Argentina vs. Croacia
| 13 de diciembre | Argentina                             | 3:0 (2:0) | Croacia | Estadio Icónico, Lusail                                                             |                                                                                     |
| 22:00           | - Messi 34' (pen.) - Álvarez 39', 69' | Reporte   |         | Asistencia: 88 966 espectadores Árbitro(s): Daniele Orsato VAR: Massimiliano Irrati | Asistencia: 88 966 espectadores Árbitro(s): Daniele Orsato VAR: Massimiliano Irrati |

| 23         | Guardameta     | Emiliano Martínez   |     |
| 26         | Defensa        | Nahuel Molina       | 86' |
| 13         | Defensa        | Cristian Romero     |     |
| 19         | Defensa        | Nicolás Otamendi    |     |
| 3          | Defensa        | Nicolás Tagliafico  |     |
| 7          | Centrocampista | Rodrigo de Paul     | 74' |
| 5          | Centrocampista | Leandro Paredes     | 62' |
| 24         | Centrocampista | Enzo Fernández      |     |
| 20         | Centrocampista | Alexis Mac Allister | 86' |
| 9          | Delantero      | Julián Álvarez      | 75' |
| 10         | Delantero      | Lionel Messi        |     |
| Entrenador | Entrenador     | Lionel Scaloni      |     |

| 1          | Guardameta     | Dominik Livaković |     |
| 22         | Defensa        | Josip Juranović   |     |
| 6          | Defensa        | Dejan Lovren      |     |
| 20         | Defensa        | Joško Gvardiol    |     |
| 19         | Defensa        | Borna Sosa        | 46' |
| 10         | Centrocampista | Luka Modrić       | 81' |
| 11         | Centrocampista | Marcelo Brozović  | 50' |
| 8          | Centrocampista | Mateo Kovačić     |     |
| 15         | Delantero      | Mario Pašalić     | 46' |
| 9          | Delantero      | Andrej Kramarić   | 72' |
| 4          | Delantero      | Ivan Perišić      |     |
| Entrenador | Entrenador     | Zlatko Dalić      |     |

| 25 | Defensa        | Lisandro Martínez | 62' |
| 14 | Centrocampista | Exequiel Palacios | 74' |
| 21 | Delantero      | Paulo Dybala      | 75' |
| 15 | Delantero      | Ángel Correa      | 86' |
| 2  | Defensa        | Juan Foyth        | 86' |

| 13 | Centrocampista | Nikola Vlašić  | 46' |
| 18 | Delantero      | Mislav Oršić   | 46' |
| 16 | Delantero      | Bruno Petković | 50' |
| 14 | Delantero      | Marko Livaja   | 72' |
| 7  | Centrocampista | Lovro Majer    | 81' |

| Anotado · Penal | 34' | Lionel Messi   | 1–0 |
| Anotado         | 39' | Julián Álvarez | 2–0 |
| Anotado         | 69' | Julián Álvarez | 3–0 |

| Amonestado | 68' | Cristian Romero  |
| Amonestado | 71' | Nicolás Otamendi |

| Amonestado | 32' | Dominik Livaković |
| Amonestado | 32' | Mateo Kovačić     |

| Árbitro             | Daniele Orsato                  |
| Árbitros asistentes | Ciro Carbone                    |
| Árbitros asistentes | Alessandro Giallatini           |
| Cuarto árbitro      | Mohammed Abdulla Hassan Mohamed |
| Quinto árbitro      | Mohamed Al-Hammadi              |
| VAR                 | Massimiliano Irrati             |
| Adicionales VAR     | Paolo Valeri                    |
| Adicionales VAR     | Kathryn Nesbitt                 |
| Adicionales VAR     | Juan Soto                       |
| Adicionales VAR     | Kyle Atkins                     |
| Adicionales VAR     | Bastian Dankert                 |

| 23         | Guardameta     | Emiliano Martínez   |     |
| 26         | Defensa        | Nahuel Molina       | 86' |
| 13         | Defensa        | Cristian Romero     |     |
| 19         | Defensa        | Nicolás Otamendi    |     |
| 3          | Defensa        | Nicolás Tagliafico  |     |
| 7          | Centrocampista | Rodrigo de Paul     | 74' |
| 5          | Centrocampista | Leandro Paredes     | 62' |
| 24         | Centrocampista | Enzo Fernández      |     |
| 20         | Centrocampista | Alexis Mac Allister | 86' |
| 9          | Delantero      | Julián Álvarez      | 75' |
| 10         | Delantero      | Lionel Messi        |     |
| Entrenador | Entrenador     | Lionel Scaloni      |     |

| 1          | Guardameta     | Dominik Livaković |     |
| 22         | Defensa        | Josip Juranović   |     |
| 6          | Defensa        | Dejan Lovren      |     |
| 20         | Defensa        | Joško Gvardiol    |     |
| 19         | Defensa        | Borna Sosa        | 46' |
| 10         | Centrocampista | Luka Modrić       | 81' |
| 11         | Centrocampista | Marcelo Brozović  | 50' |
| 8          | Centrocampista | Mateo Kovačić     |     |
| 15         | Delantero      | Mario Pašalić     | 46' |
| 9          | Delantero      | Andrej Kramarić   | 72' |
| 4          | Delantero      | Ivan Perišić      |     |
| Entrenador | Entrenador     | Zlatko Dalić      |     |

| 25 | Defensa        | Lisandro Martínez | 62' |
| 14 | Centrocampista | Exequiel Palacios | 74' |
| 21 | Delantero      | Paulo Dybala      | 75' |
| 15 | Delantero      | Ángel Correa      | 86' |
| 2  | Defensa        | Juan Foyth        | 86' |

| 13 | Centrocampista | Nikola Vlašić  | 46' |
| 18 | Delantero      | Mislav Oršić   | 46' |
| 16 | Delantero      | Bruno Petković | 50' |
| 14 | Delantero      | Marko Livaja   | 72' |
| 7  | Centrocampista | Lovro Majer    | 81' |

| Anotado · Penal | 34' | Lionel Messi   | 1–0 |
| Anotado         | 39' | Julián Álvarez | 2–0 |
| Anotado         | 69' | Julián Álvarez | 3–0 |

| Amonestado | 68' | Cristian Romero  |
| Amonestado | 71' | Nicolás Otamendi |

| Amonestado | 32' | Dominik Livaković |
| Amonestado | 32' | Mateo Kovačić     |

| Árbitro             | Daniele Orsato                  |
| Árbitros asistentes | Ciro Carbone                    |
| Árbitros asistentes | Alessandro Giallatini           |
| Cuarto árbitro      | Mohammed Abdulla Hassan Mohamed |
| Quinto árbitro      | Mohamed Al-Hammadi              |
| VAR                 | Massimiliano Irrati             |
| Adicionales VAR     | Paolo Valeri                    |
| Adicionales VAR     | Kathryn Nesbitt                 |
| Adicionales VAR     | Juan Soto                       |
| Adicionales VAR     | Kyle Atkins                     |
| Adicionales VAR     | Bastian Dankert                 |

| \| Estadísticas \| \| \| \| Tiros \| 9 \| 12 \| \| Tiros a puerta \| 7 \| 2 \| \| Faltas \| 15 \| 8 \| \| Saques de esquina \| 2 \| 4 \| \| Penaltis \| 1 \| 0 \| \| Fueras de juego \| 1 \| 0 \| \| Posesión de balón \| 39% \| 61% \| | Alineación inicial   |                    |
| Estadísticas | Bandera de Argentina | Bandera de Croacia |
| Tiros | 9                    | 12                 |
| Tiros a puerta | 7                    | 2                  |
| Faltas | 15                   | 8                  |
| Saques de esquina | 2                    | 4                  |
| Penaltis | 1                    | 0                  |
| Fueras de juego | 1                    | 0                  |
| Posesión de balón | 39%                  | 61%                |

### Partido por el tercer puesto

#### Croacia vs. Marruecos
| 17 de diciembre | Croacia                   | 2:1 (2:1) | Marruecos | Estadio Internacional Khalifa, Rayán                                                  |                                                                                       |
| 18:00           | - Gvardiol 7' - Oršić 42' | Reporte   | Dari 9'   | Asistencia: 44 137 espectadores Árbitro(s): Abdulrahman Al-Jassim VAR: Julio Bascuñán | Asistencia: 44 137 espectadores Árbitro(s): Abdulrahman Al-Jassim VAR: Julio Bascuñán |

| 1          | Guardameta     | Dominik Livaković |       |
| 2          | Defensa        | Josip Stanišić    |       |
| 24         | Defensa        | Josip Šutalo      |       |
| 20         | Defensa        | Joško Gvardiol    |       |
| 18         | Centrocampista | Mislav Oršić      | 90+5' |
| 7          | Centrocampista | Lovro Majer       | 66'   |
| 10         | Centrocampista | Luka Modrić       |       |
| 8          | Centrocampista | Mateo Kovačić     |       |
| 4          | Centrocampista | Ivan Perišić      |       |
| 14         | Delantero      | Marko Livaja      | 66'   |
| 9          | Delantero      | Andrej Kramarić   | 61'   |
| Entrenador | Entrenador     | Zlatko Dalić      |       |

| 1          | Guardameta     | Yassine Bounou      |     |
| 2          | Defensa        | Achraf Hakimi       |     |
| 20         | Defensa        | Achraf Dari         | 64' |
| 18         | Defensa        | Jawad El Yamiq      | 67' |
| 25         | Defensa        | Yahia Attiyat Allah |     |
| 11         | Centrocampista | Abdelhamid Sabiri   | 46' |
| 4          | Centrocampista | Sofyan Amrabat      |     |
| 23         | Centrocampista | Bilal El Khannous   | 56' |
| 7          | Delantero      | Hakim Ziyech        |     |
| 19         | Delantero      | Youssef En-Nesyri   |     |
| 17         | Delantero      | Sofiane Boufal      | 64' |
| Entrenador | Entrenador     | Walid Regragui      |     |

| 13 | Centrocampista | Nikola Vlašić   | 61'   |
| 15 | Delantero      | Mario Pašalić   | 66'   |
| 16 | Delantero      | Bruno Petković  | 66'   |
| 26 | Centrocampista | Kristijan Jakić | 90+5' |

| 13 | Centrocampista | Ilias Chair     | 46' |
| 8  | Centrocampista | Azzedine Ounahi | 56' |
| 24 | Defensa        | Badr Banoun     | 64' |
| 10 | Centrocampista | Anass Zaroury   | 64' |
| 15 | Centrocampista | Selim Amallah   | 67' |

| Anotado | 7'  | Joško Gvardiol | 1–0 |
| Anotado | 42' | Mislav Oršić   | 2–1 |

| Anotado | 9' | Achraf Dari | 1–1 |

| Amonestado | 69' | Azzedine Ounahi |
| Amonestado | 84' | Selim Amallah   |

| Árbitro             | Abdulrahman Al-Jassim |
| Árbitros asistentes | Taleb Al-Marri        |
| Árbitros asistentes | Saud Al-Maqaleh       |
| Cuarto árbitro      | Raphael Claus         |
| Quinto árbitro      | Neuza Back            |
| VAR                 | Julio Bascuñán        |
| Adicionales VAR     | Pol van Boekel        |
| Adicionales VAR     | Bruno Pires           |
| Adicionales VAR     | Armando Villarreal    |
| Adicionales VAR     | Bruno Boschilia       |
| Adicionales VAR     | Nicolás Gallo         |

| 1          | Guardameta     | Dominik Livaković |       |
| 2          | Defensa        | Josip Stanišić    |       |
| 24         | Defensa        | Josip Šutalo      |       |
| 20         | Defensa        | Joško Gvardiol    |       |
| 18         | Centrocampista | Mislav Oršić      | 90+5' |
| 7          | Centrocampista | Lovro Majer       | 66'   |
| 10         | Centrocampista | Luka Modrić       |       |
| 8          | Centrocampista | Mateo Kovačić     |       |
| 4          | Centrocampista | Ivan Perišić      |       |
| 14         | Delantero      | Marko Livaja      | 66'   |
| 9          | Delantero      | Andrej Kramarić   | 61'   |
| Entrenador | Entrenador     | Zlatko Dalić      |       |

| 1          | Guardameta     | Yassine Bounou      |     |
| 2          | Defensa        | Achraf Hakimi       |     |
| 20         | Defensa        | Achraf Dari         | 64' |
| 18         | Defensa        | Jawad El Yamiq      | 67' |
| 25         | Defensa        | Yahia Attiyat Allah |     |
| 11         | Centrocampista | Abdelhamid Sabiri   | 46' |
| 4          | Centrocampista | Sofyan Amrabat      |     |
| 23         | Centrocampista | Bilal El Khannous   | 56' |
| 7          | Delantero      | Hakim Ziyech        |     |
| 19         | Delantero      | Youssef En-Nesyri   |     |
| 17         | Delantero      | Sofiane Boufal      | 64' |
| Entrenador | Entrenador     | Walid Regragui      |     |

| 13 | Centrocampista | Nikola Vlašić   | 61'   |
| 15 | Delantero      | Mario Pašalić   | 66'   |
| 16 | Delantero      | Bruno Petković  | 66'   |
| 26 | Centrocampista | Kristijan Jakić | 90+5' |

| 13 | Centrocampista | Ilias Chair     | 46' |
| 8  | Centrocampista | Azzedine Ounahi | 56' |
| 24 | Defensa        | Badr Banoun     | 64' |
| 10 | Centrocampista | Anass Zaroury   | 64' |
| 15 | Centrocampista | Selim Amallah   | 67' |

| Anotado | 7'  | Joško Gvardiol | 1–0 |
| Anotado | 42' | Mislav Oršić   | 2–1 |

| Anotado | 9' | Achraf Dari | 1–1 |

| Amonestado | 69' | Azzedine Ounahi |
| Amonestado | 84' | Selim Amallah   |

| Árbitro             | Abdulrahman Al-Jassim |
| Árbitros asistentes | Taleb Al-Marri        |
| Árbitros asistentes | Saud Al-Maqaleh       |
| Cuarto árbitro      | Raphael Claus         |
| Quinto árbitro      | Neuza Back            |
| VAR                 | Julio Bascuñán        |
| Adicionales VAR     | Pol van Boekel        |
| Adicionales VAR     | Bruno Pires           |
| Adicionales VAR     | Armando Villarreal    |
| Adicionales VAR     | Bruno Boschilia       |
| Adicionales VAR     | Nicolás Gallo         |

| \| Estadísticas \| \| \| \| Tiros \| 12 \| 9 \| \| Tiros a puerta \| 4 \| 2 \| \| Faltas \| 13 \| 11 \| \| Saques de esquina \| 6 \| 3 \| \| Penaltis \| 0 \| 0 \| \| Fueras de juego \| 2 \| 2 \| \| Posesión de balón \| 51% \| 49% \| | Alineación inicial |                      |
| Estadísticas | Bandera de Croacia | Bandera de Marruecos |
| Tiros | 12                 | 9                    |
| Tiros a puerta | 4                  | 2                    |
| Faltas | 13                 | 11                   |
| Saques de esquina | 6                  | 3                    |
| Penaltis | 0                  | 0                    |
| Fueras de juego | 2                  | 2                    |
| Posesión de balón | 51%                | 49%                  |

## Estadísticas

### Participación de jugadores
| N.° | Pos        | Jugador           | PJ | Minutos jugados | Goles recibidos | Atajos | Tarjetas amarillas | Doble tarjeta amarilla y roja | Tarjetas rojas |
| --- | ---------- | ----------------- | -- | --------------- | --------------- | ------ | ------------------ | ----------------------------- | -------------- |
| 1   | Guardameta | Dominik Livaković | 7  | 690             | 7               | 24     | 1                  | 0                             | 0              |
| 12  | Guardameta | Ivo Grbić         | 0  | 0               | 0               | 0      | 0                  | 0                             | 0              |
| 23  | Guardameta | Ivica Ivušić      | 0  | 0               | 0               | 0      | 0                  | 0                             | 0              |

| N.° | Pos            | Jugador          | PJ | Minutos jugados | Goles | Asistencias | Tarjetas Amarillas | Doble tarjeta amarilla y roja | Tarjetas rojas |
| --- | -------------- | ---------------- | -- | --------------- | ----- | ----------- | ------------------ | ----------------------------- | -------------- |
| 2   | Defensa        | Josip Stanišić   | 1  | 90              | 0     | 0           | 0                  | 0                             | 0              |
| 3   | Defensa        | Borna Barišić    | 1  | 120             | 0     | 0           | 1                  | 0                             | 0              |
| 4   | Delantero      | Ivan Perišić     | 7  | 671             | 1     | 3           | 0                  | 0                             | 0              |
| 5   | Defensa        | Martin Erlić     | 0  | 0               | 0     | 0           | 0                  | 0                             | 0              |
| 6   | Defensa        | Dejan Lovren     | 6  | 600             | 0     | 1           | 1                  | 0                             | 0              |
| 7   | Centrocampista | Lovro Majer      | 7  | 127             | 1     | 0           | 0                  | 0                             | 0              |
| 8   | Centrocampista | Mateo Kovačić    | 7  | 639             | 0     | 0           | 2                  | 0                             | 0              |
| 9   | Delantero      | Andrej Kramarić  | 7  | 481             | 2     | 0           | 0                  | 0                             | 0              |
| 10  | Centrocampista | Luka Modrić      | 7  | 656             | 0     | 0           | 1                  | 0                             | 0              |
| 11  | Centrocampista | Marcelo Brozović | 6  | 554             | 0     | 0           | 1                  | 0                             | 0              |
| 13  | Centrocampista | Nikola Vlašić    | 6  | 205             | 0     | 0           | 0                  | 0                             | 0              |
| 14  | Delantero      | Marko Livaja     | 6  | 242             | 0     | 1           | 0                  | 0                             | 0              |
| 15  | Centrocampista | Mario Pašalić    | 7  | 267             | 0     | 0           | 0                  | 0                             | 0              |
| 16  | Delantero      | Bruno Petković   | 6  | 230             | 1     | 0           | 1                  | 0                             | 0              |
| 17  | Delantero      | Ante Budimir     | 2  | 53              | 0     | 0           | 0                  | 0                             | 0              |
| 18  | Delantero      | Mislav Oršić     | 6  | 159             | 1     | 2           | 0                  | 0                             | 0              |
| 19  | Defensa        | Borna Sosa       | 5  | 426             | 0     | 0           | 0                  | 0                             | 0              |
| 20  | Defensa        | Joško Gvardiol   | 7  | 690             | 1     | 0           | 0                  | 0                             | 0              |
| 21  | Defensa        | Domagoj Vida     | 0  | 0               | 0     | 0           | 0                  | 0                             | 0              |
| 22  | Defensa        | Josip Juranović  | 6  | 600             | 0     | 1           | 0                  | 0                             | 0              |
| 24  | Defensa        | Josip Šutalo     | 1  | 90              | 0     | 0           | 0                  | 0                             | 0              |
| 25  | Centrocampista | Luka Sučić       | 0  | 0               | 0     | 0           | 0                  | 0                             | 0              |
| 26  | Centrocampista | Kristijan Jakić  | 1  | 0               | 0     | 0           | 0                  | 0                             | 0              |

### Goleadores
| N.°   | Jugador         | Anotado | PJ | Prom. | Jugada | Cabeza | TL | Penal |
| ----- | --------------- | ------- | -- | ----- | ------ | ------ | -- | ----- |
| 1     | Andrej Kramarić | 2       | 7  | 0.29  | 2      | 0      | 0  | 0     |
| 2     | Bruno Petković  | 1       | 6  | 0.17  | 1      | 0      | 0  | 0     |
| 3     | Marko Livaja    | 1       | 6  | 0.17  | 1      | 0      | 0  | 0     |
| 4     | Mislav Oršić    | 1       | 6  | 0.17  | 1      | 0      | 0  | 0     |
| 5     | Lovro Majer     | 1       | 7  | 0.14  | 1      | 0      | 0  | 0     |
| 6     | Ivan Perišić    | 1       | 7  | 0.14  | 0      | 1      | 0  | 0     |
| 7     | Joško Gvardiol  | 1       | 7  | 0.14  | 0      | 1      | 0  | 0     |
| Total | Total           | 8       | 7  | 1.14  | 6      | 2      | 0  | 0     |

### Asistencias
| N.°   | Jugador         | Asistencia | Jugada | Cabeza | TL | SdE |
| ----- | --------------- | ---------- | ------ | ------ | -- | --- |
| 1     | Ivan Perišić    | 3          | 2      | 1      | 0  | 0   |
| 2     | Mislav Oršić    | 2          | 2      | 0      | 0  | 0   |
| 3     | Josip Juranović | 1          | 1      | 0      | 0  | 0   |
| 4     | Dejan Lovren    | 1          | 1      | 0      | 0  | 0   |
| 5     | Marko Livaja    | 1          | 1      | 0      | 0  | 0   |
| Total | Total           | 8          | 7      | 1      | 0  | 0   |

### Tarjetas disciplinarias
| N.°   | Jugador           | Amonestado | Otorgado · Expulsado | Expulsado | Sanción |
| ----- | ----------------- | ---------- | -------------------- | --------- | ------- |
| 1     | Mateo Kovačić     | 2          | 0                    | 0         |         |
| 2     | Luka Modrić       | 1          | 0                    | 0         |         |
| 3     | Dejan Lovren      | 1          | 0                    | 0         |         |
| 4     | Borna Barišić     | 1          | 0                    | 0         |         |
| 5     | Marcelo Brozović  | 1          | 0                    | 0         |         |
| 6     | Bruno Petković    | 1          | 0                    | 0         |         |
| 7     | Dominik Livaković | 1          | 0                    | 0         |         |
| Total | Total             | 8          | 0                    | 0         |         |